# Lista rządców Bukowiny
Lista zarządców Bukowiny.

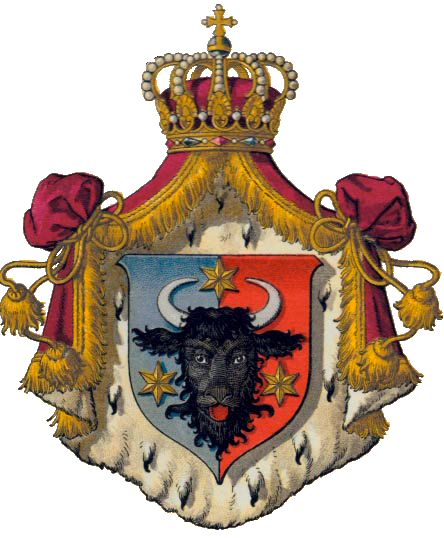
Bukowina

Od czasu włączenia do Świętego Cesarstwa Rzymskiego w 1775 Bukowina podlegała pod Królestwo Galicji i Lodomerii, a od 4 marca 1849 stała się osobnym krajem koronnym – Księstwem Bukowiny, które przestało istnieć po I wojnie światowej.

## Gubernatorzy Bukowiny podlegli namiestnikom Galicji
- Gabriel von Spleny (październik 1774 – 1778)
- Karl von Enzenberg (1778 – 1786)
- Von Beck (1786 – 1792)
- Vasile Balș (1792 – 1808)
- Johann von Platzer (1808 – 1817)
- Joseph von Stutterheim (1817 – 1823)
- Johann von Melczechen (1823 – 1833)
- Frantz Kratter (1833 – 1838)
- Eduard von Milbacher (1838 – 1840)
- Gheorghe Isăcescu (1840 – luty 1849)
- Eduard von Bach (luty – 4 marca 1849)

## Namiestnicy Księstwa Bukowiny
- Eduard von Bach (4 marca – lipiec 1849)
- Anton Henniger von Seeberg (lipiec 1849 – 1853)
- Franz von Schmück (1853 – 1857)
- Karl Rothkirch-Panthen (1857 – 1860)
- Iacob de Mikuli – tymczasowy zarządca (wrzesień 1860 – marzec 1861)
- Wenzel von Martina – (26 marca 1861 – 2 maja 1862)
- Rodolph von Amadei (31 maja 1862 – 30 października 1865)
- Franz Myrbach von Rheinfeld (30 października 1865 – 4 października 1870)
- Felix Pino von Friedenthal (4 października 1870 –  8 lipca 1874)
- Hieronymus von Alessani (18 sierpnia 1874 – 8 lutego 1887)
- Felix Pino von Friedenthal (14 lutego 1887 – 1 sierpnia 1890)
- Anton Pace von Friedensberg (1 sierpnia 1891 – 17 maja 1892)
- Franz von Krauß (22 maja 1892 – 13 czerwca 1894)
- Leopold von Goess (15 listopada 1894 – 16 grudnia 1897)
- Friedrich von Bourguignon Freiherr von Baumberg (16 grudnia 1897 – 27 lutego 1903)
- Konrad von Hohenlohe-Schillingshurst (25 lutego 1903 – 1 października 1904)
- Oktavian Regner von Bleyleben (październik 1904 – 1911)
- Rudolf von Meran (1912 – 1916)
- Joseph von Ezdorf (1 maja 1917 – 5 listopada 1918)

## Galeria

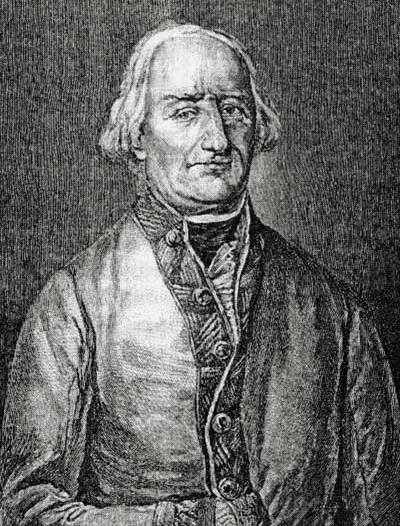
Karl Freiherr von Enzenberg
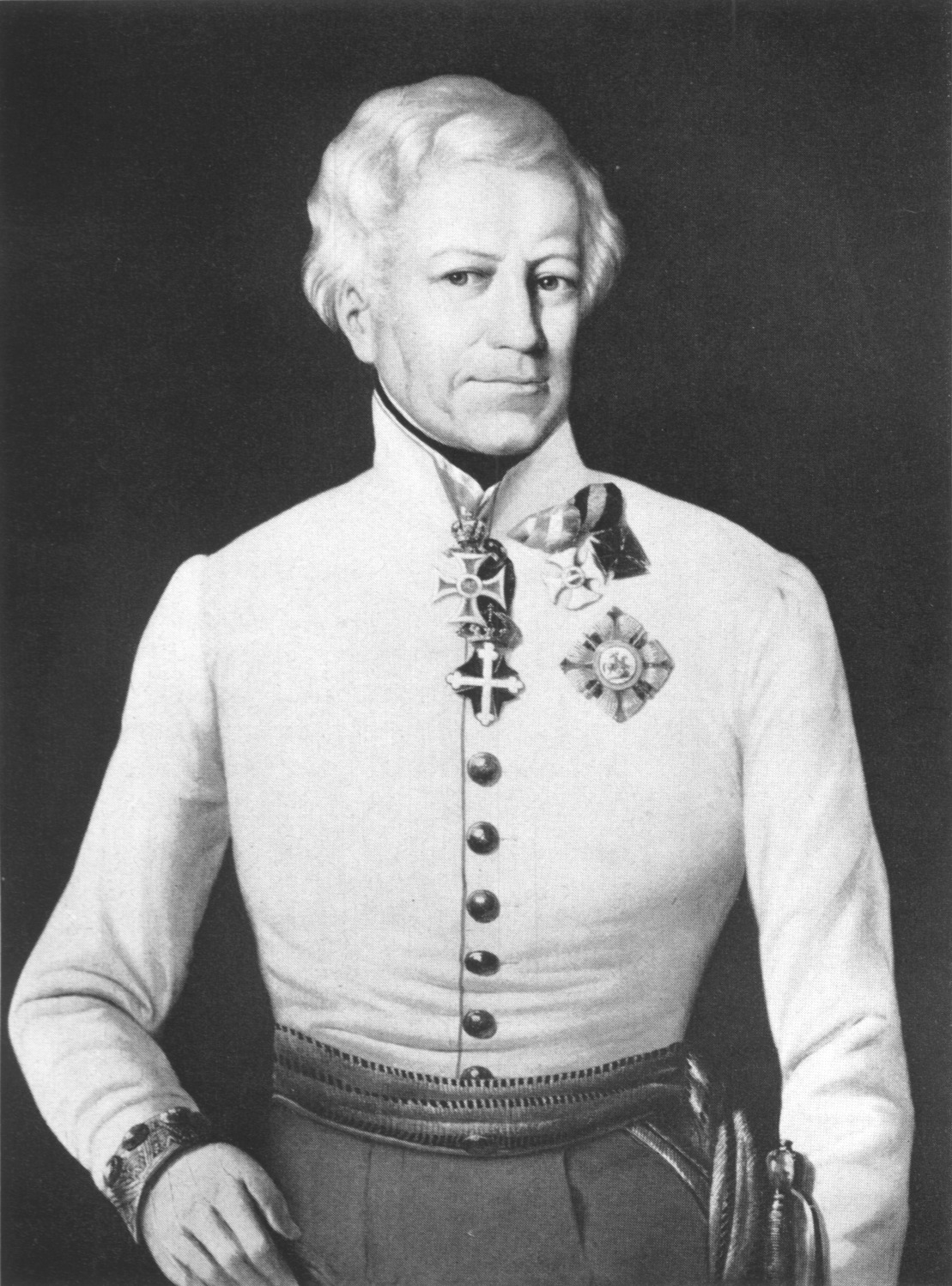
Joseph von Stutterheim
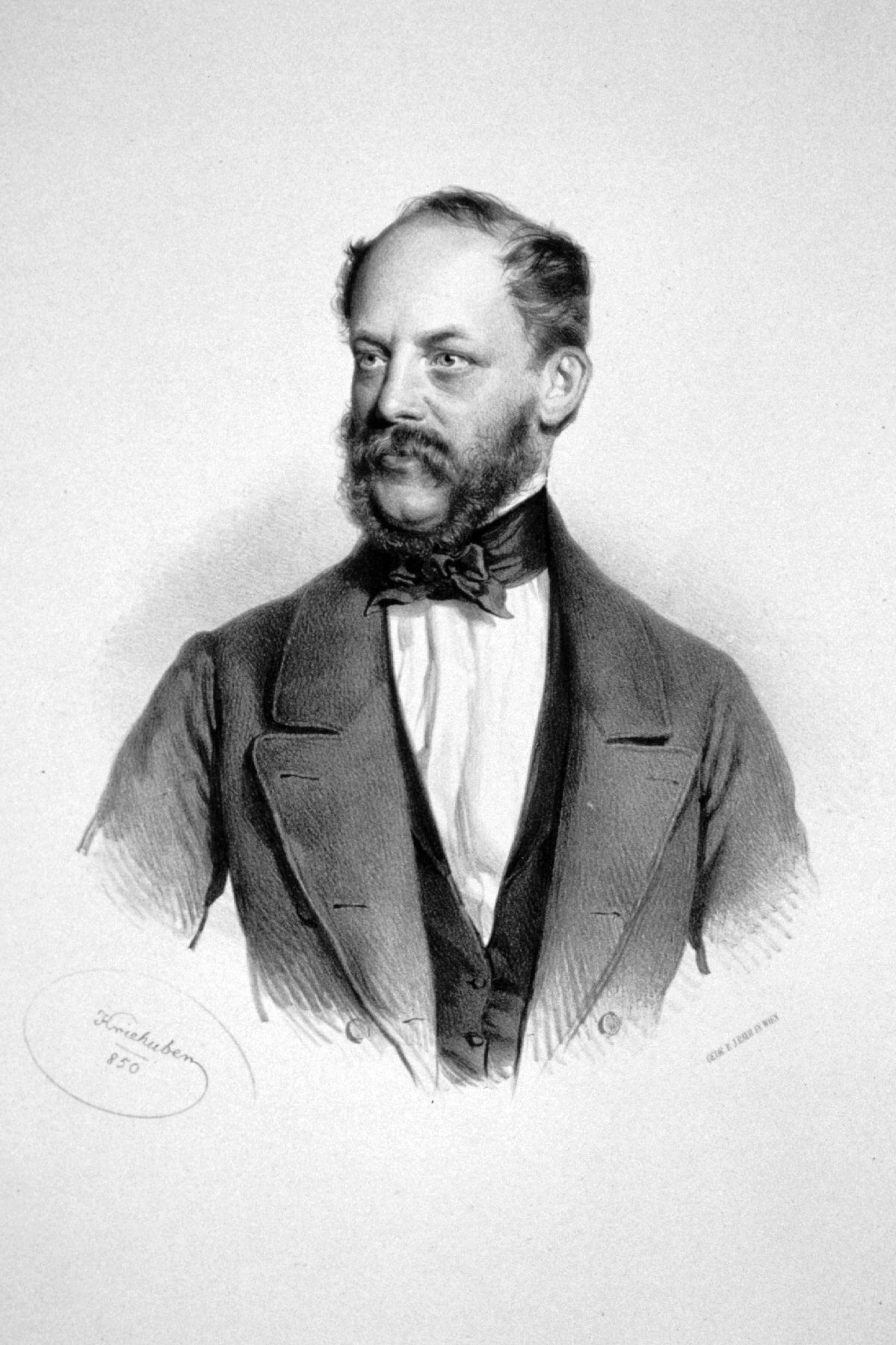
Eduard von Bach 1850
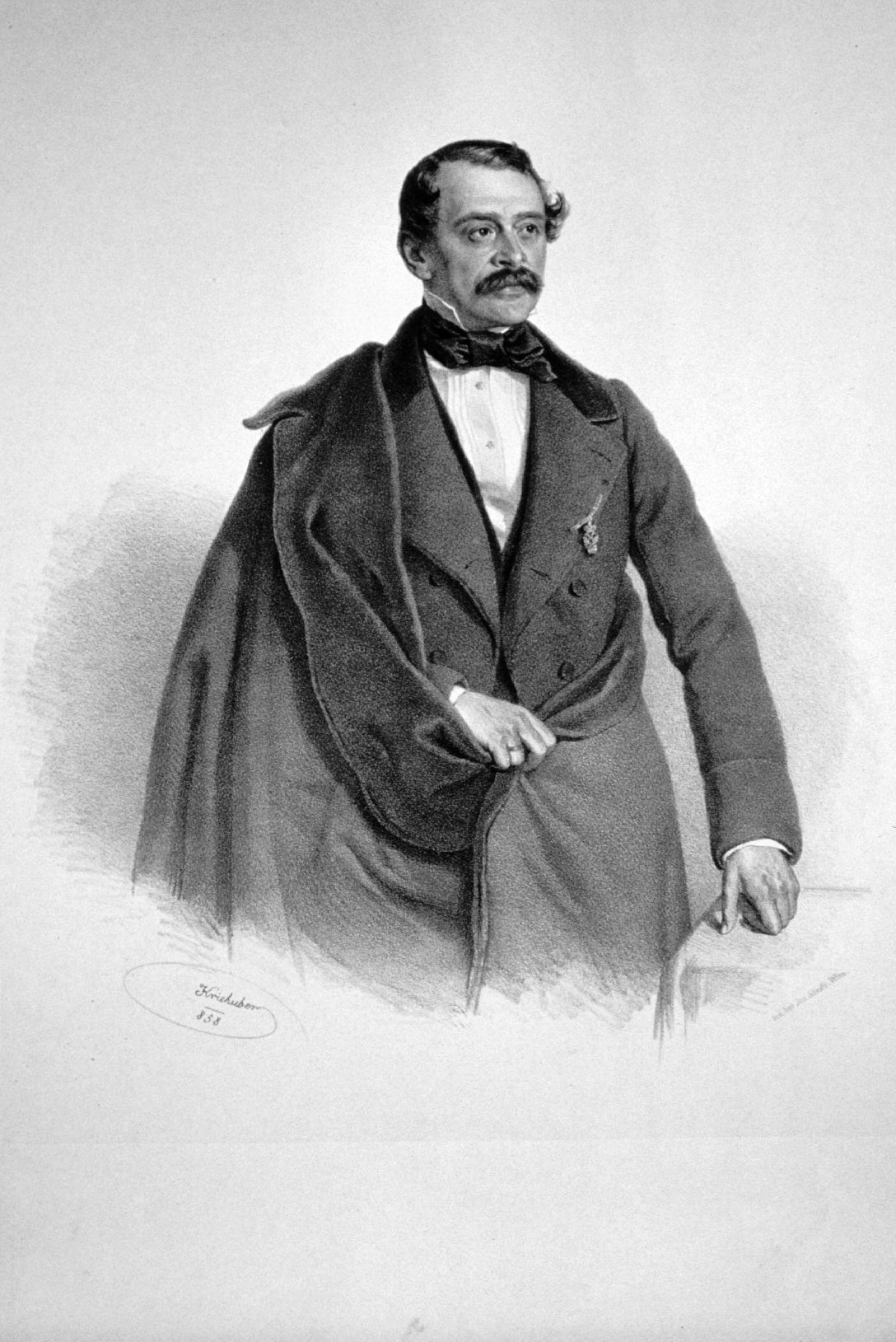
Karl von Rothkirch und Panthen
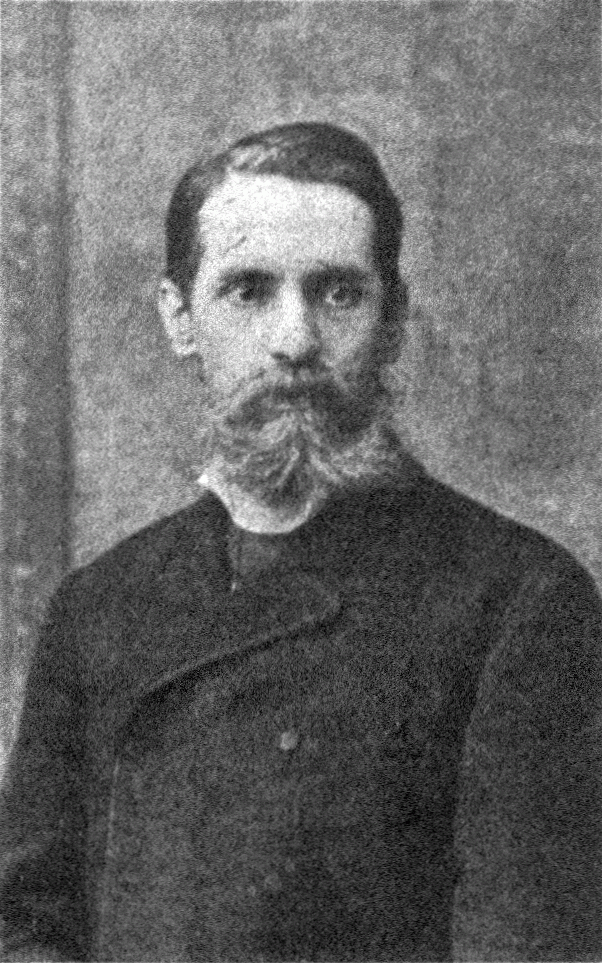
Felix Pino von Friedenthal
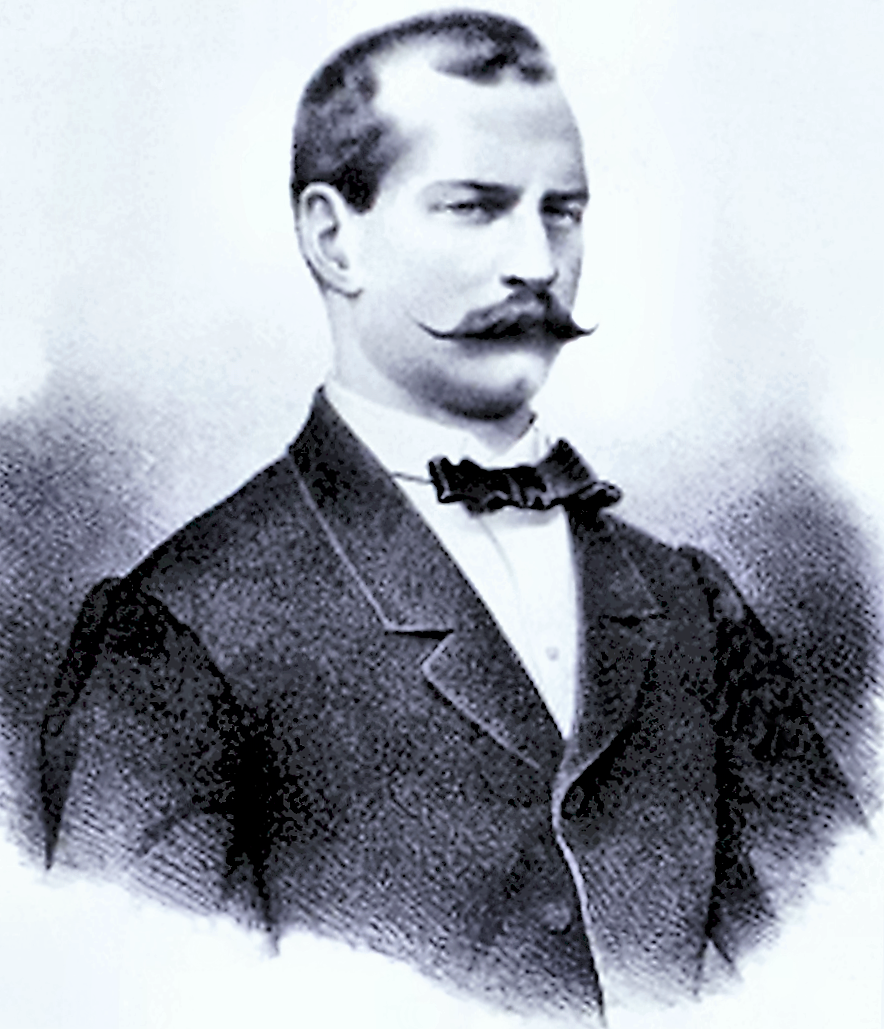
Hieronymus von Alesani
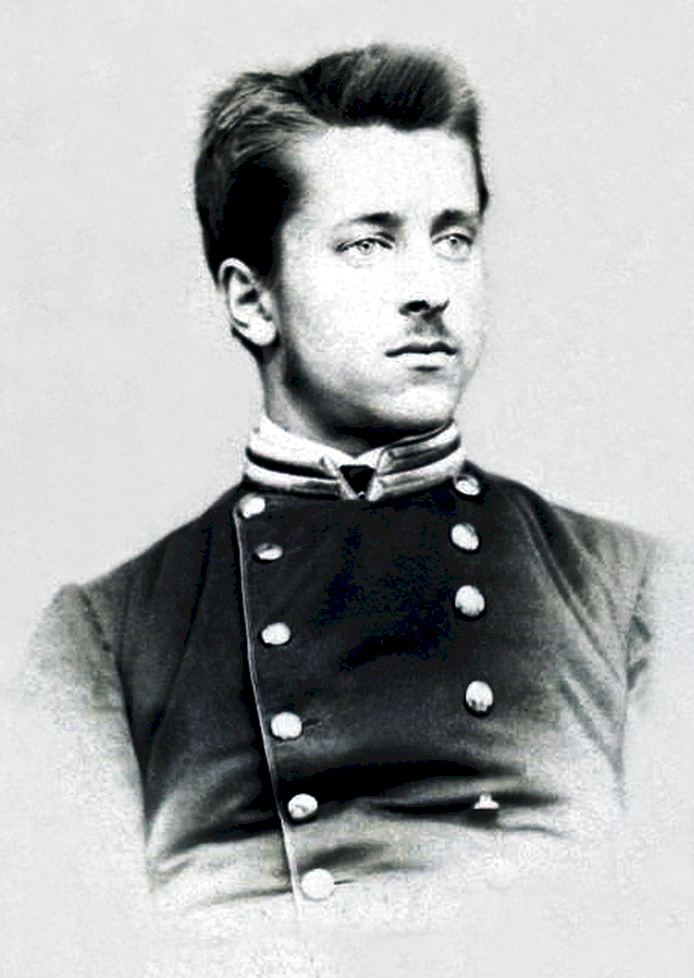
Anton Pace von Friedensberg
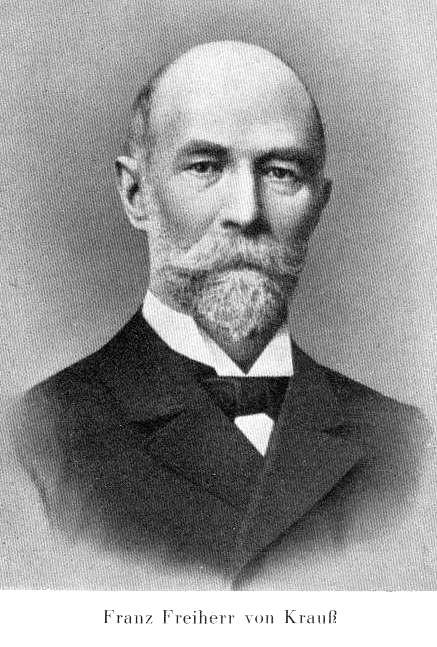
Franz von Krauß
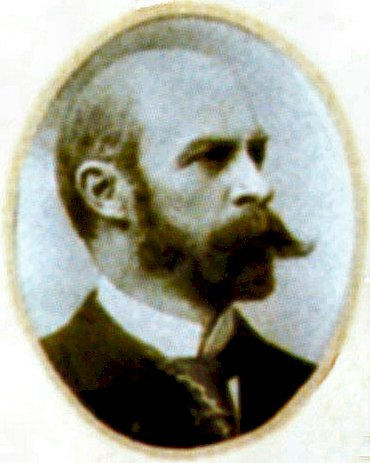
Leopold Graf Goëß
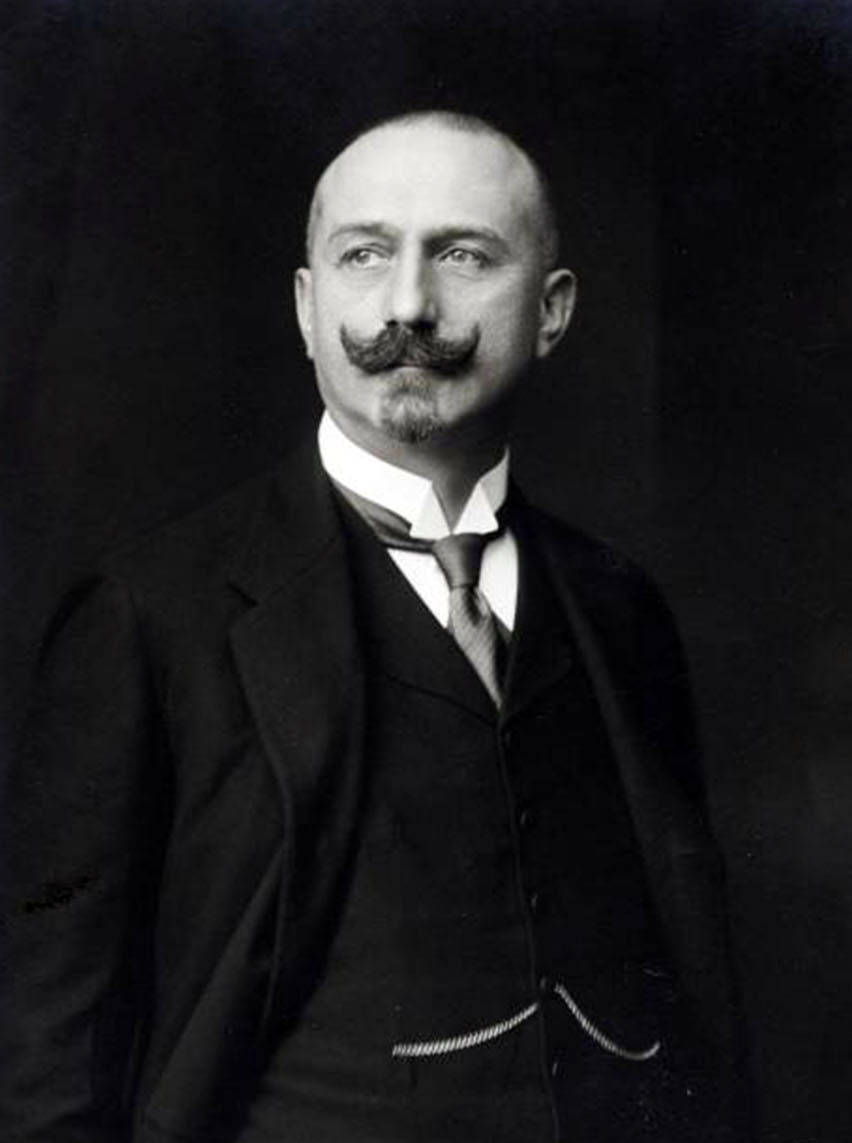
Konrad von Hohenlohe zu Schillingsfürst
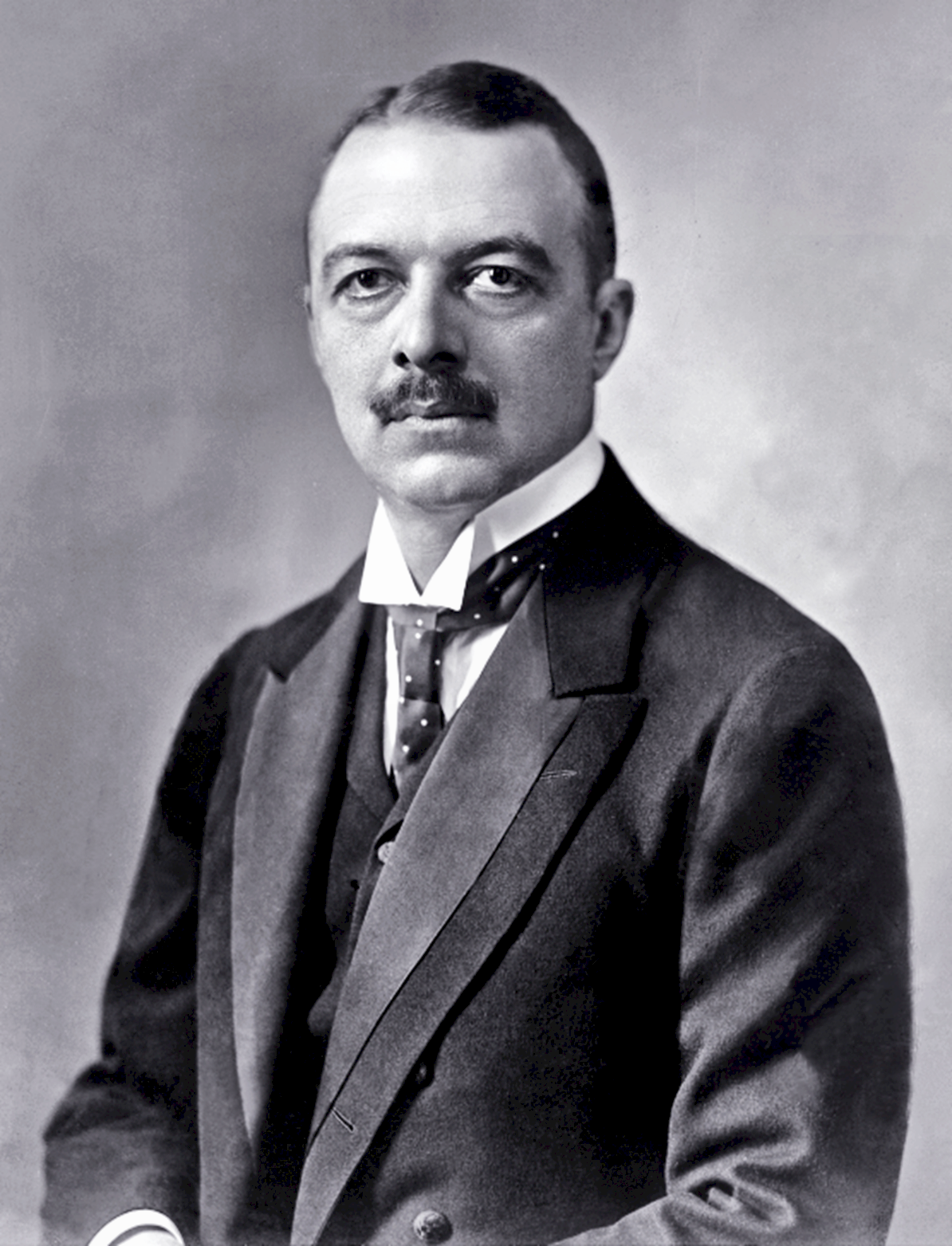
Oktavian von Bleyleben